# Thiokyanatan stříbrný
Thiokyanatan stříbrný je anorganická sloučenina, stříbrná sůl kyseliny thiokyanaté, se vzorcem AgSCN.

## Struktura
AgSCN vytváří jednoklonné krystaly, ve kterých jednotkovou buňku tvoří 8 molekul. Ionty SCN− jsou téměř lineární, vazebný úhel činí 179,6(5)°. Součástí struktury jsou slabé interakce mezi atomy stříbra, o délce 324,9(2) až 333,8(2) pm.

## Příprava
Thiokyanatan stříbrný se připravuje reakcí dusičnanu stříbrného a thiokyanatanu draselného:
AgNO3 + KSCN → AgSCN + KNO3